# Mark Temple
Mark Temple é um engenheiro britânico que atualmente ocupa o cargo de diretor técnico de performance da equipe de Fórmula 1 da McLaren. Ele ingressou na McLaren em outubro de 2003 e, desde então já desempenhou uma ampla variedade de funções durante sua ascensão na equipe, incluindo como engenheiro de corrida para Lewis Hamilton, Sergio Perez, Kevin Magnussen e Fernando Alonso.

## Carreira
Temple ingressou na equipe de Fórmula 1 da McLaren em outubro de 2003. Depois de começar como projetista de transmissão em 2003, ele desempenhou uma ampla variedade de funções durante sua ascensão na McLaren. Em 2005, Temple mudou-se para a equipe de tecnologia de veículos, especializando-se em análise de suspensão e percurso, antes de ingressar na equipe de testes como engenheiro assistente de testes em 2008 e na equipe de corridas como engenheiro tático e de operações em 2009.
Nas temporadas de 2010 e 2011, Temple foi o engenheiro de performance do campeão mundial de Fórmula 1 de 2008 pela McLaren, Lewis Hamilton. Ele se tornou engenheiro de corrida de Hamilton no final de 2012, tendo passado a maior parte da temporada dando suporte ao simulador de fim de semana de corrida. Ele se tornou engenheiro de corrida em tempo integral em 2013, trabalhando para Sergio Perez, Kevin Magnussen e Fernando Alonso até o final da temporada de 2017, quando mudou para uma função de fábrica como líder de equipe para desenvolvimento de simuladores.
Possuindo experiência em funções de pista e de fábrica, Temple se tornou engenheiro de performance principal em 2019 com o objetivo de criar vínculos mais fortes entre as duas áreas, ao mesmo tempo em que avaliava os pontos fortes e fracos do carro. Essa função progrediu e, em 2023, após uma reestruturação da equipe técnica da McLaren, ele formou a equipe de desempenho do carro, piloto e competidor, que se concentrava em avaliar o desempenho da equipe em relação aos concorrentes.
Temple foi nomeado diretor técnico de performance, em maio de 2024, como parte da equipe executiva técnica de Fórmula 1 de Andrea Stella, o chefe da equipe. Conhecido por ter uma visão holística do desempenho, Temple se concentrar em análises para obter entendimento a partir de dados objetivos, comentários e opiniões subjetivos, que ele usar para desbloquear o potencial. Após sua promoção em 2024, Temple agora lidera o departamento de desempenho e conceito, que inclui as equipes de desempenho de veículo, pneus e freios e desempenho do piloto e competidor.